# پیشتازان فضا: مجموعه اصلی
پیشتازان فضا: مجموعه اصلی (انگلیسی: Star Trek: The Original Series) یک مجموعه تلویزیون علمی تخیلی ساخته جین رادنبری است که از سال ۱۹۶۶ تا ۱۹۶۹ از شبکه ان‌بی‌سی پخش شده‌است.

## فصل‌ها
| فصل | قسمت‌ها | قسمت‌ها | تاریخ اصلی روی آنتن رفتن | تاریخ اصلی روی آنتن رفتن |
| فصل | قسمت‌ها | قسمت‌ها | اولین بار                | آخرین بار                |
| --- | ------ | ------ | ------------------------ | ------------------------ |
| ۱   | ۲۹     | ۲۹     | ۸ سپتامبر ۱۹۶۶           | ۱۳ آوریل ۱۹۶۷            |
| ۲   | ۲۶     | ۲۶     | ۱۵ سپتامبر ۱۹۶۷          | ۲۹ مارس ۱۹۶۸             |
| ۳   | ۲۴     | ۲۴     | ۲۰ سپتامبر ۱۹۶۸          | ۳ ژوئن ۱۹۶۹              |